# Аліса на карнавалі
«Аліса на карнавалі» (англ. Alice at the Carnival) — американський анімаційний короткометражний  фільм із серії «Комедії Аліси», що вийшов 10 лютого 1927 року.

## Синопсис
Аліса та Юлій відвідують карнавал, де катаються на атракціонах і беруть участь у інтермедії.

## Головні персонажі
- Аліса
- Юлій

## Інформаційні данні
- Аніматори[2]:
  - Аб Айверкс
  - Роллін Гамільтон[en]
  - Рудольф Ізінг[en]
  - Г'ю Гарман[en]
- Оператор[2]:
  - Рудольф Ізінг[en]
- Живі актори[2]:
  - Маргі Ґей[fr]
- Тип анімації: об'єднання реальної дії та стандартної анімації
- Виробничий код: ACL-31[3]